# Ter-Samisch
Ter-Samisch (saa´mekiill) is een Fins-Oegrische, Samische taal. De taal wordt oorspronkelijk gesproken op het schiereiland Kola behorend tot Rusland. Het is de meest oostelijk gesproken taal van alle Samische talen. In 2010 bracht een studie aan het licht dat er nog slechts 2 sprekers in leven waren, het is dus een bijna dode taal.

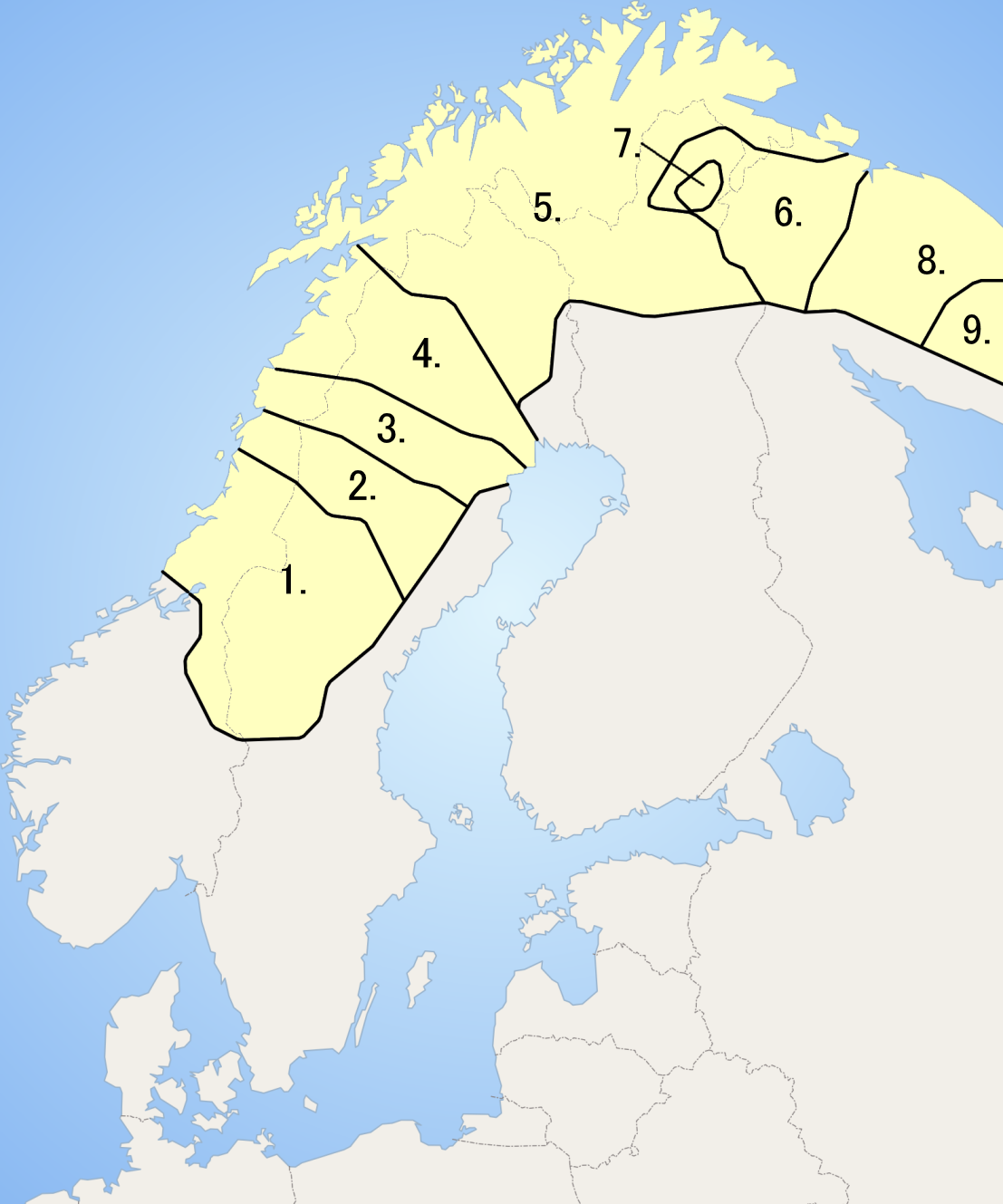
Ter-Samisch werd vooral gesproken in gebied 9

## Historie
Aan het einde van de 19e eeuw waren er zes Ter-Sami-dorpen in het oostelijke deel van het schiereiland Kola, met een totale bevolking van ongeveer 450 mensen. Momenteel leven er nog ongeveer 100 etnische Ter-Sami, waarvan nog tien bejaarde personen de taal spreken; de rest spreekt tegenwoordig Russisch. De snelle daling van het aantal sprekers van de taal werd vooral veroorzaakt door de Sovjet-Unie die in de jaren 30 van de 20e eeuw het gebruik van de taal wou belemmeren.
Opmerkelijk genoeg is het Ter-Samisch de Samische taal waarvan de oudste schriftelijke documentatie bestaat. Stephen Burrough, een Engelse ontdekkingsreiziger, schreef in 1557 een woordenlijst neer in deze taal, die door Richard Hakluyt werd gepubliceerd.